# Arrondissement del dipartimento del Rodano
Le sottoprefetture del dipartimento francese del Rodano, nella regione Rodano-Alpi.
I 2 arrondissement attuali hanno come capoluogo:  Lione e Villefranche-sur-Saône
- Arrondissement di Lione
- Arrondissement di Villefranche-sur-Saône

## Storia
- 1790: creazione del dipartimento del Rhône-et-Loire con 6 distretti: Lione-città, Lione-Campagna, Saint-Étienne, Montbrison, Roanne, Villefranche
- 1793: creazione del dipartimento del Rhône con 2 distretti: Lione, Villefranche
- 1800: creazione degli arrondissement: Lione, Villefranche

Saint-Étienne, Montbrison, Roanne si trovano oggi nel dipartimento della Loira.